# IShowSpeed
IShowSpeed, noto anche come Speed, pseudonimo di Darren Jason Watkins Jr. (Cincinnati, 21 gennaio 2005), è uno youtuber e streamer statunitense, noto per il suo stile teatrale ed energico nelle dirette streaming, con contenuti culturali rivolti a un pubblico globale.
Ha aperto il suo canale YouTube nel 2016, iniziando a pubblicare contenuti legati ai videogiochi. Ha guadagnato notorietà nel 2021 grazie al suo stile provocatorio ed esuberante, spesso caratterizzato da urla, imitazioni e reazioni estreme durante le sessioni di gioco. Divenuto milionario a soli 16 anni, il suo primo grande acquisto è stato una casa per la madre.
Nel 2022 ha orientato i suoi contenuti verso il calcio, diventando un accanito sostenitore di Cristiano Ronaldo e incentrando gran parte della sua attività online sul supporto al calciatore.
Parallelamente alla carriera da streamer, Watkins ha intrapreso anche quella musicale. Ha firmato con la Warner Records, pubblicando nel 2022 il singolo World Cup, che ha riscosso successo in diverse classifiche internazionali.
È stato premiato come Breakout Streamer of the Year ai Streamy Awards 2022 e come Streamer of the Year agli Streamer Awards 2024. È considerato uno degli streamer e personaggi internet più seguiti e influenti al mondo.

## Biografia
Darren Jason Watkins Jr. è nato il 21 gennaio 2005 a Cincinnati, nello stato dell'Ohio, Stati Uniti.
Nel 2016 ha creato il proprio canale su YouTube, iniziando a pubblicare occasionalmente video di gameplay. A partire da dicembre 2017 ha cominciato a dedicarsi anche allo streaming in diretta, trasmettendo titoli come NBA 2K e, in misura minore, Fortnite. Inizialmente le sue dirette attiravano una media di due spettatori per sessione.
Nell'agosto 2021, Watkins ha pubblicato il suo primo singolo, Dooty Booty, sul proprio canale YouTube. Il brano ha ottenuto rapidamente popolarità su YouTube e su altre piattaforme social come TikTok. Nel novembre dello stesso anno ha pubblicato il singolo Shake, che campiona Ready or Not dei Fugees e Hit the Road Jack di Ray Charles; il relativo videoclip ha raggiunto centinaia di milioni di visualizzazioni.
Nel giugno 2022 ha pubblicato Ronaldo (Sewey), brano ispirato alla sua ammirazione per Cristiano Ronaldo, mentre nel novembre dello stesso anno ha diffuso il singolo World Cup, pubblicato da Warner Records in occasione dei Mondiali di calcio 2022.
Nel luglio 2023 si è esibito a sorpresa al Rolling Loud Festival in Portogallo, dove ha interpretato Shake, World Cup e Portuginies, accompagnato dal rapper Ski Mask the Slump God e dal produttore DJ Scheme.
Nel marzo 2024 ha pubblicato il suo primo extended play, intitolato Trip 2 Brazil.

## Carriera

### 2021: Gli inizi
Nel 2021 ha acquisito crescente notorietà quando alcuni momenti delle sue live streaming sono diventati virali su TikTok, in particolare clip che mostravano comportamenti aggressivi e reazioni esasperate durante le sessioni di gioco. Tali contenuti hanno contribuito alla nascita di meme legati alla sua figura, aumentando rapidamente la sua popolarità online.
In questa fase, alcuni dei suoi contenuti più noti erano legati a titoli come Talking Ben, il cui successo venne parzialmente rilanciato proprio grazie ai suoi video. Nel giro di pochi mesi, il suo canale YouTube passò da 100.000 a oltre un milione di iscritti, affermandosi come uno dei streamer in più rapida ascesa sulla piattaforma.

### 2022-2023: Popolarità iniziale e varie controversie
Tuttavia, la sua ascesa fu accompagnata da controversie. In seguito a un comportamento ritenuto inappropriato durante una trasmissione in collaborazione con altri creatori su Twitch, Watkins venne bandito dalla piattaforma per violazioni legate a molestie e intimidazioni a sfondo sessuale. Il divieto ha incluso anche il ban dai giochi sviluppati da Riot Games, tra cui Valorant.
Nonostante il ban, Watkins ha continuato a trasmettere regolarmente su YouTube, consolidando la propria fanbase. La sua presenza su Twitch è proseguita in maniera indiretta, comparendo saltuariamente nei canali di altri creator.

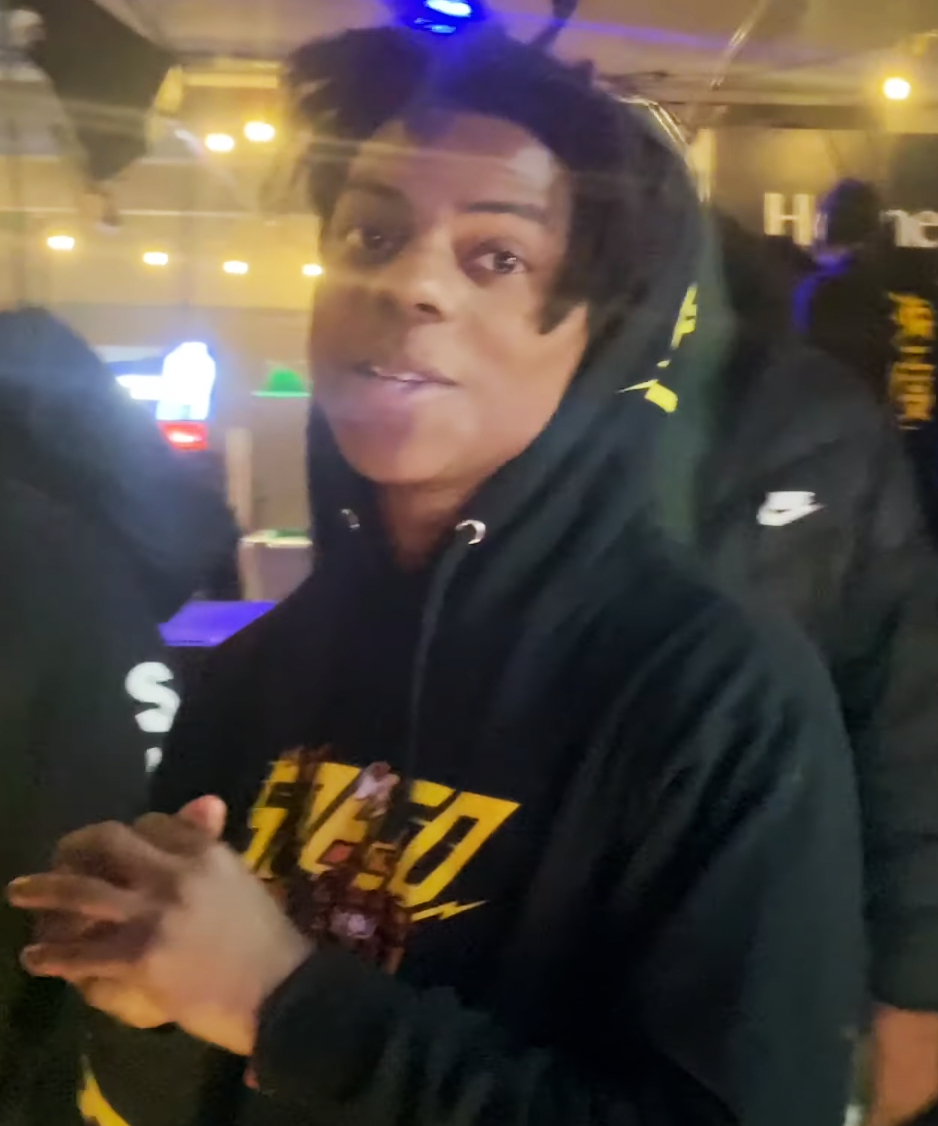
IShowSpeed nel 2021

Il 4 luglio 2022, durante il giorno dell'Indipendenza americana, Watkins ha acceso un fuoco d'artificio a forma di Pikachu nella sua stanza, rischiando quasi di incendiarla, attirando l'attenzione dei media. Nello stesso mese ha raggiunto i 10 milioni di iscritti su YouTube. Più tardi a luglio, ha ricevuto un'ammonizione per violazione delle linee guida della community e una sospensione di una settimana su YouTube dopo aver trasmesso in live uno stream in cui il suo personaggio veniva simulato mentre riceveva un atto sessuale in una mod di Minecraft chiamata "Jenny's Mod". Inizialmente ha censurato la scena ma poi ha alternato la censura lasciandola infine scoperta, mostrando l'attività sessuale del personaggio.
Ad agosto 2022, durante una diretta su YouTube, è stato vittima di uno swatting, con la polizia che lo ha ammanettato e il suo cameraman costretto a chiudere lo stream. Watkins ha dichiarato di essere stato incarcerato e che Adin Ross ha dovuto pagare la cauzione per farlo uscire, permettendogli di tornare a trasmettere l'11 agosto.
A settembre 2022 ha partecipato alla partita di beneficenza organizzata dai Sidemen, durante la quale è diventato virale un video in cui, frustrato dall'arbitro inglese Mark Clattenburg per un gol annullato per fuorigioco, ha sferzato l'arbitro con la maglia tolta in segno di protesta, ricevendo un cartellino giallo.
Nel novembre 2022, Sky Sports ha annunciato la decisione di non includerlo più nelle proprie trasmissioni dopo la diffusione di suoi commenti misogini e offensivi, rimuovendo anche tutti i contenuti a lui collegati. Il 16 novembre è stato coinvolto in una controversia per aver promosso in live streaming un presunto schema pump and dump legato alla criptovaluta "Paradox Coin" in un gioco chiamato The Paradox Metaverse. Il giorno seguente si è scusato in diretta, dichiarando: "Ho fatto un errore, non sono un truffatore".
Nel dicembre 2022, ha vinto lo Streamy Award nella categoria Breakout Streamer durante la dodicesima edizione della cerimonia.
Nel maggio 2023 ha comunicato di aver firmato un contratto di esclusiva con la piattaforma di streaming Rumble, in collaborazione con Kai Cenat. A giugno, dopo numerosi tentativi, ha finalmente incontrato il suo idolo Cristiano Ronaldo nel parcheggio dell’Estádio da Luz a Lisbona, al termine della partita Portogallo-Bosnia ed Erzegovina terminata 3-0 per le qualificazioni agli Europei 2024.
Ad agosto 2023 ha raggiunto i 20 milioni di iscritti su YouTube. Il 16 dello stesso mese, durante una diretta mentre giocava a Five Nights at Freddy's: Security Breach, è stato colto da uno spavento improvviso, si è alzato dalla sedia e, accidentalmente, ha mostrato i genitali in live davanti a circa 25.000 spettatori. Ha poi immediatamente interrotto e cancellato la trasmissione. Il video dell’incidente è stato caricato da altri utenti sui social, generando il soprannome virale "IShowMeat", con riferimento al termine gergale inglese meat, ossia "pene". YouTube ha deciso di non sanzionare il suo canale, considerando l’evento come un incidente involontario.
Nel dicembre 2023 ha preso parte a un incontro di pugilato di beneficenza contro KSI, organizzato dopo una lunga rivalità giocosa durata un anno. Il ricavato è stato devoluto alla Anthony Walker Foundation.

### 2024–presente: Contenuti di viaggio, premi e continua crescita
Il 23 febbraio 2024 ha partecipato al "Match for Hope 2024", una partita di beneficenza tenutasi allo stadio Ahmad Bin Ali in Qatar, giocando per il Team Chunkz. Durante l'evento, è diventato virale un video in cui effettuava un contrasto scivolato sull'ex calciatore brasiliano Kaká.
Il 7 aprile 2024 ha fatto la sua comparsa nella seconda serata di WrestleMania XL della WWE, travestito da bottiglia di Prime, durante l'incontro per il titolo degli Stati Uniti tra Logan Paul, Kevin Owens e Randy Orton. In quell'occasione ha subito un RKO da parte di Orton sul tavolo dei commentatori. È poi apparso anche nella puntata di Raw del 29 aprile per annunciare le scelte del secondo turno del Draft 2024 del brand.
Il 29 maggio 2024 ha preso parte alla tradizionale corsa del formaggio a Cooper's Hill, nel Gloucestershire nel Regno Unito, riportando un infortunio alla gamba. Tra giugno e luglio, durante UEFA Euro 2024, ha effettuato un tour in Europa, raggiungendo i 25 milioni di iscritti su YouTube il 2 giugno. Il 3 luglio, durante una diretta in Norvegia, si è ferito a una caviglia dopo aver interagito con i fan da una finestra di un negozio. Successivamente, è stato aggredito dalla folla ed è stato ricoverato. Il tour europeo ha totalizzato oltre 2,5 miliardi di visualizzazioni sulle principali piattaforme social.
Watkins si è dichiarato sostenitore della causa palestinese e critico nei confronti di Israele, gridando spesso "Free Palestine!" durante le sue dirette. Nel giugno 2024 ha donato 50.000 dollari alla Palestine Children's Relief Fund.
Il 3 agosto 2024 ha realizzato una diretta in cui si è esibito in un'acrobazia saltando sopra due auto di lusso in corsa a Miami. Il video è stato rimosso il 5 agosto per violazione dei termini di servizio di YouTube. Durante un tour nel Sud-est asiatico ha superato i 30 milioni di iscritti e totalizzato oltre 110 milioni di visualizzazioni. Una sua diretta, intitolata "IRL Stream in Indonesia", è diventata la prima nella storia ad avere un milione di spettatori simultanei per uno streamer anglofono.
Nel novembre 2024 ha perso una gara di 50 metri contro Noah Lyles, campione olimpico dei 100 metri ai Giochi di Parigi 2024. La competizione è stata organizzata e arbitrata da MrBeast. Il 22 novembre ha iniziato un tour in Australia e Nuova Zelanda. Il 26 novembre è stato annunciato che Watkins sarebbe diventato presidente della versione statunitense della Baller League, un campionato di calcio a sei. In seguito è stato classificato al primo posto nella lista "The 25 Best Streamers Right Now" pubblicata da Complex Networks.
Nel dicembre 2024 ha vinto tre premi agli Streamer Awards: Get Off Your A** Award (miglior streamer IRL), Best International Streamer e Streamer of the Year. Ha inoltre ricevuto il premio "Most Influential Soccer Creator" ai GOAL Champions Awards.

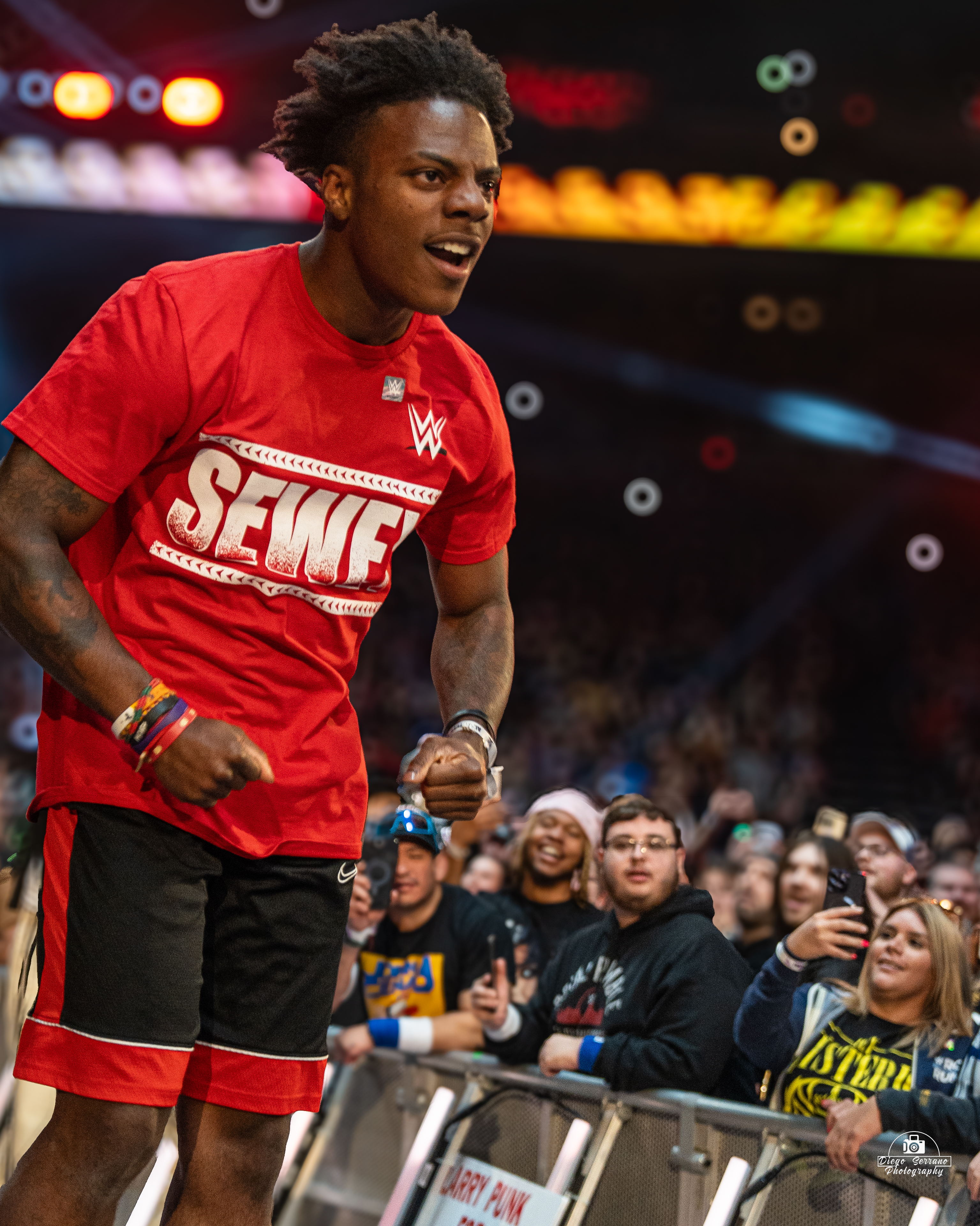
IShowSpeed nel 2025 mentre fa il suo ingresso durante il WWE Royal Rumble.

Il 10 gennaio 2025 ha annunciato un tour in America Meridionale. Il 28 gennaio, durante la tappa a Lima, è stato nominato sindaco onorario per un'ora dal sindaco Rafael López Aliaga, che lo ha anche definito "ambasciatore di Lima".
Il 1º febbraio 2025 ha preso parte alla Royal Rumble della WWE, sostituendo Akira Tozawa come ottavo partecipante. Dopo aver eliminato Otis in collaborazione con Bron Breakker, è stato poi eliminato dallo stesso Breakker. Con la sua partecipazione è diventato il più giovane partecipante nella storia dell'evento non sotto contratto con la federazione, a 20 anni e 11 giorni, superando il precedente record di René Duprée.
Il 14 febbraio ha partecipato al "Match for Hope 2025" presso lo Stadio 974 in Qatar, in qualità di co-capitano del Team Chunkz & IShowSpeed, affrontando il Team AboFlah & KSI. L'incontro si è concluso con la vittoria per 6-5 del team avversario e ha permesso di raccogliere oltre 10,7 milioni di dollari per beneficenza.
Il 5 marzo 2025 è stato ospite della copertura della UEFA Champions League su CBS Sports Golazo. Tre giorni dopo ha partecipato alla partita di beneficenza dei Sidemen presso il Wembley Stadium di Londra, segnando il suo primo gol nella manifestazione al 56º minuto.
Il 18 marzo 2025 ha annunciato un tour in Cina continentale e Mongolia. Durante la permanenza in Cina è stato elogiato dai media statali e dagli utenti per aver "promosso relazioni positive tra Cina e Stati Uniti". Al contrario, la diretta a Hong Kong ha causato disordini a causa dell'elevato afflusso di fan, con danni riportati alla stazione MTR di Tin Hau.
Il 5 maggio 2025 è stato vittima di uno swatting durante una diretta IRL del Cinco de Mayo in un punto vendita KFC.
Il 5 luglio 2025 ha annunciato un secondo tour in Europa, riprendendo anche a trasmettere su Twitch dopo quattro anni di assenza. In Lettonia, il suo comportamento nei pressi del Monumento alla Libertà e il finanziamento del viaggio da parte dell'Agenzia per lo Sviluppo e gli Investimenti della Lettonia hanno sollevato critiche da parte dell'opinione pubblica. Il 22 luglio ha partecipato all'MLS All-Star Skills Challenge, prendendo parte alle prove di tiro e passaggio insieme al calciatore Alex Freeman, anche se il suo punteggio non è stato conteggiato. Ha inoltre consegnato la cintura di vincitore al portiere Pedro Cruz degli Houston Dynamo 2, vincitore dell'evento Goalie Wars.

## Filmografia

### Cinema
- The Sidemen Story (2024) – cameo, documentario

### Televisione
- WrestleMania XL (2024), travestito da bottiglia Prime
- WWE Monday Night RAW (2024), serie 32 episodio 18
- Royal Rumble: Indianapolis (2025), partecipante numero 8
- CBS Sports Golazo (2025)

### Videoclip
- Let's Go – Tion Wayne feat. Aitch (2022)
- Don't Lie – A1 x J1 feat. Nemzzz (2022)
- Where Do I Go – Vikkstar, Nicky Romero, Alpharock and Oaks (2024)

## Discografia

### EP
- 2024 – Trip 2 Brazil

### Singoli
- 2021 – Dooty Booty
- 2021 – Shake
- 2022 – God Is Good
- 2022 – Ronaldo (Sewey)
- 2022 – World Cup
- 2023 – Dogs (con Kai Cenat)
- 2023 – Portuginies
- 2023 – Come My Way
- 2024 – Monkey
- 2024 – Amar de (con Kevin O Chris)
- 2025 – Higher
- 2025 – Fight to Win
- 2025 – Bailar
- 2025 – Big Girls
- 2025 – Headshot / Gas in the Truck

## Premi e riconoscimenti
- Streamy Awards
  - 2022, categoria Breakout Streamer (vinto)
  - 2022, categoria Streamer of the Year (nominato)
  - 2023, categoria Variety Streamer (vinto)
  - 2023, categoria Streamer of the Year (nominato)
- The Streamer Awards
  - 2024, categoria Get Off Your A** Award (Best IRL Streamer) (vinto)
  - 2024, categoria Best International Streamer (vinto)
  - 2024, categoria Streamer of the Year (vinto)
- GOAL Champions Awards
  - 2024, categoria Most Influential Soccer Creator (vinto)
- Kids' Choice Awards
  - 2025, categoria Favorite Gamer (vinto)